# Xu Yunlong
Xu Yunlong (chiń. upr. 徐云龙; chiń. trad. 徐雲龍; pinyin Xú Yúnlóng; ur. 17 lutego 1979 roku w Pekinie) – chiński piłkarz występujący na pozycji prawego lub środkowego obrońcy. Obecnie gra w Beijing Guo’an.

## Kariera klubowa
Od początku swojej piłkarskiej kariery Xu Yunlong jest związany z klubem Beijing Guo’an. W debiutanckim sezonie rozegrał dla niego 13 spotkań w pierwszej lidze, jednak w kolejnych latach na boisku pojawiał się już znacznie częściej. Razem ze swoim zespołem Xu w 2003 roku wywalczył Puchar Chin, w 2004 roku zdobył Superpuchar Chin, natomiast w 2007 roku sięgnął po tytuł wicemistrza kraju. Jak do tej pory Xu rozegrał dla Beijing Guo’an już ponad 250 meczów w Chinese Super League. Najlepszą skuteczność chiński obrońca prezentował w sezonie 2002, w którym strzelił 8 bramek. Podczas gry w Beijing Guo’an Xu tworzył linię obronną z wieloma reprezentantami swoich krajów. Oprócz wielu reprezentantów Chin w linii obrony Xu występował też razem z Nikoslavem Bjegovicem z Jugosławii i Predragiem Pažinem z Bułgarii.

## Kariera reprezentacyjna
W reprezentacji Chin Xu zadebiutował w 2000 roku. Brał udział między innymi w Pucharze Azji 2000, Mistrzostwach Świata 2002 oraz Pucharze Azji 2004. Na mundialu w Korei Południowej i Japonii drużyna narodowa Chin przegrała wszystkie 3 mecze i zajęła ostatnie miejsce w swojej grupie. Na turnieju tym Xu był podstawowym zawodnikiem swojego zespołu i wystąpił we wszystkich spotkaniach w pełnym wymiarze czasowym. Dla reprezentacji swojego kraju chiński zawodnik rozegrał ponad 70 pojedynków.